# Johann Georg Müller (Theologe)
Johann Georg Müller (geb. 8. Mai 1800 in Basel; gest. 31. August 1875 ebenda) war ein Schweizer evangelischer Theologe und Hochschullehrer.

## Leben
Johann Georg Müller wurde 1800 in Basel geboren. Er war Schüler von Alexandre Vinet und Martin Leberecht de Wette. Später wurde er Lehrer am Pädagogium in Basel und Professor an der Universität Basel. Zu seinen Schriften zählen solche über amerikanische Religionen; am bekanntesten ist seine Geschichte der Amerikanischen Urreligionen (1855), die 1867 in einer 2. unveränderten Auflage erschien.

## Werke (Auswahl)
- Über die Texteskritik [sic] der Schriften des Juden Philo: Einladungsschrift ... Basel: Wieland, 1839
- Des Juden Philo Buch von der Weltschöpfung. Berlin: Reimer, 1841
- Der Mexicanische Nationalgott Huitzilopochtli. Basel, 1847
- Geschichte der Amerikanischen Urreligionen. Basel: Schweighauser'sche Verlagsbuchhandlung 1855 Digitalisat, 2. unveränderte A. 1867. Digitalisat
- Ueber die Nationalität der Hyksos und der Philister. Basel: Schweighauser, 1864
- Erklärung des Barnabasbriefes : ein Anhang zu De Wette's exegetischem Handbuch zum Neuen Testament. Leipzig: Hirzel, 1869
- Die Semiten in ihrem Verhältniß zu Chamiten und Japhetiten. Gotha: Besser, 1872